# Полина Малашенок
Полина Јевгенијевна Малашенок (рус. Полина Евгеньевна Малашёнок; Свиханово; 8. август 2005) белоруска је певачица и глумица. Народна уметница Републике Белорусије (2021).

## Биографија
Полина Малашенок је рођена 8. августа 2005. године у селу Свиханово, Могиљовска област. Мајка – Људмила Малашенок. Отац – Јевгениј Малашенок. Има млађег брата Захара. 
Мало је јавно доступних чињеница о детињству Полине Малашенок. У раном детињству, певачица се преселила у Минск. Од четврте године студирала је балске плесове, а касније се заинтересовала за рвање. Након што је завршила осам разреда, ушла је у Минску регионалну кадетску школу.
Постала је позната након протеста у Белорусији 2020. године. У августу 2020, када су у Минску почели масовни протести против владавине белоруског председника Александра Лукашенка, Полина Малашенок се попела на барикаду и почела да пева белоруску химну ацапелла. Тако је Малашенок изразила своје неслагање са демократском опозицијом Белорусије и лојалност Лукашенковим снагама безбедности, које су је слушале у близини барикада. Један од пролазника који је случајно чуо глас Полине Малашенок био је председник Државне телевизијске и радио компаније Белорусије Иван Еисмонт. Еисмонт, коме се јако допао глас 14-годишње девојчице, је позвао Малашенок да снима у студију државног радија, и она је пристала.
Године 2021. снимила је два своја најпознатија хита – „По камушкам“ („На шљунку“) и „Белой акации гроздья душистые“ („Пунасти гроздови белог багрема“). Након ових снимака, Малашенок је добила надимак „славуј Белорусије“. Исте године Лукашенко јој је доделио титулу Народне уметнице Републике Белорусије. Међутим, упркос слави и популарности, Полина Малашенок није имала новца и од 2021. до 2022. године радила је у Фабрици кафане у Минску (рус. Минский камвольный комбинат), скривајући ову чињеницу од својих обожавалаца.
Године 2022. учествовала је на Председничком балу у Минску.
Била је блиска пријатељица Јевгенија Пригожина. 24-25. јуна 2023., након неуспешне побуне Вагнеровог ПМЦ-а у Русији и Пригожиновог бекства у Белорусију, бројни руски медији су известили да је Пригожин виђен у микроокругу Уручје у Минску у близини куће Полине Малашенок.